# Martin Hawkins
Martin Hawkins, född 20 februari 1888, död 27 oktober 1959 i Portland i Oregon, var en amerikansk friidrottare.
Hawkins blev olympisk bronsmedaljör på 110 meter häck vid sommarspelen 1912 i Stockholm.